# On and On (chanson d'Agnes)
Pour les articles homonymes, voir On and On.
Singles de Agnes
All I Want for Christmas Is You
(2007) Release Me
(2008)
On and On  est le 1er single tiré de l'album Dance Love Pop, de la chanteuse suédoise Agnes. Il est sorti en 2008 en Suède. Cependant, la sortie internationale s'effectue un an plus tard. La chanson a été écrite par Anders Hansson et a été distribué par Roxy Recordings.
Comme pour son single précédent, Release Me, une version en français a été enregistrée sous le titre On se donne (On and On).

## Clip vidéo
Un clip vidéo pour la sortie en Suède et aux Pays-Bas de On and On a été réalisé par Anders Rude. Il a été diffusé pour la première fois sur MSN Video une semaine avant la sortie single en Suède.
Un second clip, mais cette fois pour la sortie internationale, a été tourné, dirigé par Torbjörn Martin. Il est sorti le 21 septembre 2009.

## Charts
En 2008, On and On rencontre un vif succès en Suède où il se classe 8e des ventes, place qu'il occupe durant 4 semaines.
Néanmoins, lors de la sortie internationale de 2009, On and On ne parvient pas à percer, et ne rentre dans aucun top 10 des pays dans lesquels il est commercialisé, mis à part en Belgique néerlandophone. En France, malgré un soutien radio important (5e place des airplays en France, 26e chanson la plus diffusée sur NRJ de l'année 2009), On and On ne se classe que 14e des téléchargements. À la fin de son exploitation française, le titre se sera écoulé à près de 25 000 copies digitales.
| Chart (2009)           | Meilleure position |
| ---------------------- | ------------------ |
| Belgique (Nl)          | 8                  |
| Belgique (Fr)          | 17                 |
| Danemark               | 16                 |
| France Téléchargements | 14                 |
| France Radio           | 5                  |
| Italie Radio           | 39                 |
| Italie Téléchargements | 65                 |
| Pays-Bas               | 14                 |
| Pologne                | 13                 |
| Royaume-Uni            | 82                 |
| Suède                  | 8                  |
| Suisse                 | 37                 |

## Ventes et certifications
| Pays  | Chart | Certification | Ventes  |
| ----- | ----- | ------------- | ------- |
| Suède | IFPI  | Or            | 10,000+ |